# Metro van Calcutta
De metro van Calcutta (Bengaals: কলকাতার মেট্রো, Kalkātār Meṭro) is een openbaar vervoersnetwerk in de Indiase stad Calcutta. De stad heeft inclusief voorsteden 18 miljoen inwoners en is daarmee, op Bombay en Delhi na, de dichtstbevolkte stad van het land. De metro wordt door de Indiase staatsspoorwegen geëxploiteerd. Het netwerk bestaat anno 2025 uit vier lijnen met een lengte van 60,2 kilometer en 50 stations. Aan lijn 1 die tussen 1984 en 2021 meerdere keren werd verlengd liggen sinds 2021 26 stations. Het traject ligt in noord-zuidelijke richting en verloopt van Dakshineswar  naar het zuiden van de stad. De stad had in 1984 de primeur op dit gebied onder de Indiase steden; pas in 2002 volgde de tweede metro, die van Delhi.
In 2009 is begonnen met de bouw van een tweede lijn (East-West Line). Een eerste deel van de lijn - in Salt Lake City aan de oostkant van de stad - opende in 2020, een eerste verlenging westwaarts volgde in 2022, daarna zal de rest van het tracé openen. Sinds 2022 telt de lijn 8 stations op een lengte van 8,88 kilometer. Deze lijn werd met een spoorwijdte van 1435 mm aangelegd, in tegenstelling tot de eerste lijn die breedspoor gebruikt. Daarnaast is er al een extensie goedgekeurd, waarvan de constructie nog moet beginnen. Uiteindelijk is het de bedoeling dat de lijn aan de oostkant van de stad wordt doorgetrokken naar het internationale vliegveld van Calcutta, en aan de westkant tot aan de westelijke gelegen rand van Howrah. Dit zal voor de gebruikers van deze metrolijn een enorme tijdwinst opleveren; nu van oost naar west en omgekeerd reizen is zeer tijdrovend en vergt her en der overstappen.  
Verder zijn er nog meer lijnen gepland, maar de start van de bouw moet nog aanvangen. De visie van het gemeentebestuur van Calcutta om een uitgebreid metronetwerk aan te leggen ligt in lijn met wat andere grote steden in India momenteel beogen dan wel aan het aanleggen zijn. Alleen New Delhi heeft reeds een uitgebreid metronetwerk operationeel.

## Lijnen
| Lijnen      | Eindstations                                           | Geopend           | Lengte   | Stations |
| ----------- | ------------------------------------------------------ | ----------------- | -------- | -------- |
| Blue Line   | Dakshineswar – Kavi Subhash                            | 1984 (2021)       | 32,13 km | 26       |
| Green Line  | Salt Lake Sector 5 – Sealdah Esplanade - Howrah Maidan | 2020 (2022, 2024) | 15 km    | 12       |
| Purple Line | Joka - Majerhat                                        | 2022 (2024)       | 7,75 km  | 7        |
| Orange Line | Kavi Subhash - Hemanta Mukhopadhyay                    | 2024              | 5,4 km   | 5        |